# Посухівка
Посу́хівка — село в Україні, в Паланській сільській громаді Уманського району Черкаської області. Розташоване на обох берегах річки Синиця (притока Південного Бугу) за 31 км на південний захід від міста Умань. Населення становить 325 осіб (станом на 1 січня 2024 р.).

## Населення
За даними останнього перепису населення в селі мешкало 413 осіб.

### Мовний склад
Рідна мова населення за даними перепису 2001 року:
| Мова       | Чисельність, осіб | Доля     |
| ---------- | ----------------- | -------- |
| Українська | 405               | 98,07 %  |
| Російська  | 6                 | 1,45 %   |
| Румунська  | 1                 | 0,24%    |
| Інше       | 1                 | 0,24%    |
| Разом      | 413               | 100,00 % |

## Історія
Під час Голодомору 1932—1933 років, тільки за офіційними даними, від голоду померло 276 мешканців села.

## Відомі люди
- Островський Микита Тимофійович — писар господарчої частини 2-ї бригади 4-ї Київської дивізії Армії УНР, Герой Другого Зимового походу;
- Левченко Дорофій Тимофійович (* 25 жовтня 1911 — † 15 серпня 1941) — Герой Радянського Союзу.[5]